# In the Reins
In the Reins je zajednički EP Calexica i Iron & Winea, objavljen u izdanju Overcoat Recordingsa 13. rujna 2005.

## Povijest
Sam Beam iz Iron & Winea napisao je i otpjevao sve pjesme, dok je Calexico poslužio kao prateći sastav. Album je snimljen u Wavelab Studiosu u Tucsonu. Oba su sastava kasnije surađivala na obradi "Dark Eyes" Boba Dylana za soundtrack filma Nema me, dok se Joey Burns iz Calexica pojavio na trećem LP-u Iron & Winea, The Shepherd's Dog.
Zauzeo je 135. poziciju na ljestvici Billboard 200 i 12. na ljestvici Independent Albums. Uvršten je na osmu poziciju najboljih americana albuma godine u izboru časopisa Mojo.

## Popis pjesama
Tekstovi i glazba: Sam Beam. 
| 1.    | »He Lays in the Reins« | 3:43 |
| 2.    | »Prison on Route 41«   | 4:10 |
| 3.    | »History of Lovers«    | 3:09 |
| 4.    | »Red Dust«             | 3:31 |
| 5.    | »16, Maybe Less«       | 4:49 |
| 6.    | »Burn That Broken Bed« | 5:06 |
| 7.    | »Dead Man's Will«      | 3:13 |
| 27:41 |                        |      |

## Osoblje
| - Sam Beam - Joey Burns - John Convertino - Salvador Duran - Nick Luca - Paul Niehaus | - Ryan Roscoe - Craig Schumacher - Jacob Valenzuela - Martin Wenk - Natalie Wyatts - Volker Zander |

### Produkcija
- Craig Schumacher – snimanje, miksanje
- Nick Luca – tehničar
- Chris Schultz – tehničar

## Recenzije
Kritički osvrti bili su iznimno pozitivni. Prema podacima s Metacritica, na temelju 22 prikupljene recenzije, 77 posto njih je bilo pozitivno.
Michael Metivier s PopMattersa napisao je kako je Iron & Wine, ovaj put uz pratnju Calexica, dostavio još jedan intimni melodični folk EP čiji broj premašuje broj studijskih albuma. "In the Reins označava korak naprijed u produkciji -- dokazuje da [Beamove] pjesme, iako prekrasne i savršeno funkcionalne kao ogoljene snimke na kazetofonu, mogu podržati težu instrumentaciju bez gubitka svoje snage i efikasnosti."
U recenziji Rolling Stonea našla se usporedba sa starijim uzorom: "Zvuči kao indie verzija Nebraske Brucea Springsteena preseljene 300 milja jugozapadno." Joe Tangari s Pitchforka bio je oduševljen suradnjom: "Ako Iron & Wine i Calexico ikad odluče nastaviti se na ovo drugom suradnjom (držimo fige), jasno je da su oba izvođača jača zbog suradnje jednih s drugima."

## Vanjske poveznice
- Albumi Calexica